# Heiligenberg, Baden-Württemberg
Heiligenberg är en tysk kommun (Gemeinde) i Bodenseekreis i delstaten Baden-Württemberg, ett par mil norr om Bodensjön. Folkmängden uppgår till ungefär 3 000 invånare, på en yta av 40,75 kvadratkilometer.
Kommunen ingår i kommunalförbundet Salem tillsammans med kommunerna Frickingen och Salem.

## Läge och klimat
Heiligenberg ligger i övre Linzgau och ligger ovanpå en istidsmorän som åtskiljer de höglänta och låglänta delarna av Linzgau. På grund av läget erbjuder Heiligenberg ovanligt fin utsikt över Bodensjön och Alperna och går ibland under smeknamnet "Bodensjöns utsiktsterrass".
På grund av höjden, cirka 700 meter över havet, är klimatet avsevärt strängare än det är nere vid Bodensjön. Sommartid blir det därför, till skillnad från nere vid sjön, nästan aldrig för varmt och vintertid får Heligenberg betydligt mera snö, och man kan därför utöva ett visst mått av vintersporter i Heiligenbergs näromgivning.
Tack vare klimatet har Heiligenberg blivit en av staten erkänd luftkurort.

## Historia
I delar av området har fynd från stenåldern hittats. Området kristnades omkring år 600 av Sankt Gallus. Det är oklart om namnet Heiligenberg kommer från den tiden eller om det redan i förkristen tid var en kultplats.
År 1083 nämndes orten första gången i en urkund, då som "mons sanctus". På 1200-talet lät Linzgaus lantgrevar bygga en borg som 1535 övergick i Fürstenhaus Fürstenbergs ägo och byggdes om till ett slott som än idag tillhör samma familj.

## Politik
Heiligenberg har tillsammans med Salem och Frickingen ingått i så kallat Gemeindeverwaltungsverband (med Salem som huvudort).

## Byggnader
- Schloss Heiligenberg, med stor renässanssal, slottskapell och krypta.

## Personer från Heligenberg
- Gebhard Truchsess von Waldburg född 10 november 1547, död 31 maj 1601 i Strasbourg, ärkebiskop av Köln.